# DC vs. Marvel
DC vs Marvel Comics of Marvel Comics vs DC is een vierdelige cross-over stripserie die werd gepubliceerd door DC Comics en Marvel Comics in 1996. De serie werd geschreven door Ron Marz en Peter David, met tekeningen van Dan Jurgens en Claudio Castellini.

## Verhaal
In het verhaal worden het DC Universum en het Marvel Universum gesymboliseerd door twee kosmische wezens, broers van elkaar. De twee ontdekken elkaars bestaan, en dagen elkaar uit tot een duel. In dit duel zetten de broers een aantal van de sterkste superhelden uit hun eigen universum op tegen de helden uit het andere universum.
11 grote gevechten vinden plaats, maar er komt geen duidelijke winnaar uit de bus. De broers besluiten hun ruzie tijdelijk bij te leggen en hun beide universums te fuseren tot 1 nieuw universum: het Amalgam Comics universum. Dit nieuwe universum wordt bewoond door vele fusies van personages uit het voormalige DC en Marvel universum. Het Amalgam Universum blijft maar kort bestaan. Een interdimensionale reiziger genaamd Access herstelt de twee universums tot hun oude staat.

## Gevechten
Veel van de uitkomsten van onderstaande gevechten werden bepaald door fans van de strips, die hun stem konden in brengen via brieven aan DC en Marvel. Hoewel Marvel meer stemmen kreeg, werd het verhaal zo geschreven dat er desondanks geen duidelijke winnaar is.
- Aquaman verslaat Namor the Sub-Mariner.
- Batman verslaat Captain America.
- Elektra verslaat Catwoman.
- Flash verslaat Quicksilver.
- Robin III (Tim Drake) verslaat Jubilee.
- Silver Surfer verslaat Green Lantern.
- Spider-Man II (Ben Reilly) verslaat Superboy III (Kon-El).
- Storm verslaat Wonder Woman.
- Superman verslaat Hulk.
- Thor verslaat Captain Marvel.
- Wolverine verslaat Lobo.

Er werden ook andere gevechten even kort getoond, zoals Steel vs. Iron Man en Hawkeye vs. Green Arrow. Van deze gevechten is nooit onthuld wie de winnaar is.

## Extra’s
Marvel en DC brachten samen een ruilkaartspel uit gebaseerd op de stripserie.
Ook werd de serie omgezet tot een aantal graphic novels:
- The Marvel/DC Collection - Crossover Classics, Vol. 1
- DC/Marvel Crossover Classics, Vol. 2
- The Marvel/DC Collection - Crossover Classics, Vol. 3
- DC/Marvel Crossover Classics, Vol. 4
- DC versus Marvel Comics
- The Amalgam Age of Comics: The DC Comics Collection
- The Amalgam Age of Comics: The Marvel Comics Collection
- Return to the Amalgam Age of Comics: The DC Comics Collection
- Return to the Amalgam Age of Comics: The Marvel Comics Collection